# کتیران پایین
کتیران پایین ، یکی از روستا های بخش زالیان شهرستان شازند استان مرکزی است. این روستا در دهستان نهرمیان و در ۱۱ کیلومتری شهر آستانه واقع شده‌ است.